# 蒲河 (浑河支流)
蒲河，位于中华人民共和国辽宁省的一条河流，是浑河右岸支流，发源于铁岭县横道河子镇武家村以东的想儿山，向西南流经沈阳市浑南区北部、沈北新区南部、于洪区中部、新民市东南部和辽中区中部，于辽中区肖寨门镇黑鱼沟汇入浑河。河流全长205千米，流域面积2540平方千米，年均径流量3.9亿立方米。历史上的蒲河曾是辽河的一级支流，经多次改道形成现状，汇入浑河。干流上游和下游分别建有棋盘山水库和团结水库。